# Erik Breukink
Erik Breukink (ur. 1 kwietnia 1964 w Rheden, Holandia) – były zawodowy kolarz szosowy, olimpijczyk.

## Życiorys
Zadebiutował w profesjonalnym peletonie w 1986 r. Okazał się specjalistą od jazdy na czas, był także dobrym „góralem”. Do jego największych sukcesów zaliczyć można 4 wygrane etapy w Tour de France, oraz drugie miejsce w klasyfikacji generalnej Giro d’Italia 1988 r. oraz 3. miejsce w Tour de France 1990. Wygrał również wyścig Dookoła Kraju Basków, DuPont Tour oraz Tour of Ireland. Zakończył karierę w 1997 r., po czym pracował przez jakiś czas jako komentator dla holenderskiej telewizji. Obecnie jest dyrektorem sportowym drużyny Rabobank.

## Przynależność drużynowa
- 1985 – Skala - Gazelle
- 1986 – Panasonic
- 1987–1989 – Panasonic - Isostar
- 1990–1992 – PDM Videocassettes - Concorde
- 1993–1995 – ONCE
- 1996–1997 – Rabobank